# Катастрофа (рассказ)
«Катастрофа» — рассказ Владимира Набокова, относящийся к русскому периоду его творчества. Был написан и опубликован (под псевдонимом В. Сирин) в 1924 году, вошёл в состав сборника «Возвращение Чорба» (1929). Впоследствии Набоков перевёл рассказ на английский язык и дал ему название Details of a Sunset («Подробности заката»).

## Сюжет
Главный герой рассказа — молодой немец Марк Штандфусс, приказчик из магазина галстуков, который через неделю должен жениться на обожаемой им Кларе. В тот самый день, когда он должен узнать, что невеста ушла к другому, его сбивает омнибус. Марк не сразу понимает, что произошло, в его сознании появляются образы и мысли, которые, как становится понятно читателю, имеют смысл, только если герой уже мёртв.

## Публикация и оценки
Рассказ был написан в июне 1924 года в Берлине. 13 июля 1924 года он был опубликован в газете «Сегодня». Автор включил «Катастрофу» в сборник «Возвращение Чорба» (1929), а позже перевёл на английский язык и назвал Details of a Sunset («Подробности заката»). «Крайне маловероятно, — написал он, — чтобы я был виновен в том, что рассказу навязали это одиозное название („Катастрофа“). Теперь я дал ему новое заглавие, которое обладает тройным преимуществом — соответствует тематическому фону рассказа, несомненно приведет в недоумение тех читателей, которые „пропускают описания“, и приведет в ярость критиков».
Биограф Набокова Брайан Бойд поставил «Катастрофу» в один ряд с тремя рассказами, написанными несколько ранее: «Месть», «Случайность» и «Картофельный Эльф». Во всех этих случаях в центре сюжета оказываются «совпадение и ирония судьбы», но в «Катастрофе», по мнению Бойда, этот мотив разработан «тоньше и правдоподобнее», к тому же появляется «ложное развитие фабулы». «Подробное описание фона — фриз, освещённый закатным солнцем, искра, бегущая по трамвайному проводу, — создаёт ощущение тайны, красоты и пространства вокруг угасающего дня, ощущение мира гораздо более широкого, чем городок Марка с его парикмахерскими и пивными».